# 陈耳镇
陈耳镇是中国陕西省商洛市洛南县下辖的一个镇。

## 行政区划
陈耳镇下辖以下行政区：
出川街村、峪口村、田门村、黄龛村、闫村、高村